# ميناء شنتشن
ميناء شنتتن (بالصينية: 深圳港) أو ميناء مدينة شنجن يقع في إحدى أكبر مدن مقاطعة قوانغدونغ، في جنوب جمهورية الصين الشعبية. وتحديدا في الجزء الجنوبي من دلتا نهر اللؤلؤ في مقاطعة قوانغدونغ، قرب مصب نهر اللؤلؤ، على الضفة الشرقية لمنطقة Lingdingyang، «إحدى مصبات دلتا نهر اللؤلؤ»، المتاخمة لهونغ كونغ. يحتوي ميناء شنجن على 8 مناطق مينائية: Shekou و Chiwan و Mawan و Dongjiaotou و Yantian ومطار Fuyong وخليج Shayu و Neihe ، بمساحة مائية تبلغ 106 كيلومترات مربعة ومساحة أرض تبلغ 16 كيلومترًا مربعًا. اعتبارًا من أكتوبر 2018، افتتح ميناء شنجن 239 مسارًا دوليًا لخطوط الحاويات، تغطي 12 منطقة شحن رئيسية في العالم بأكثر من 300 ميناء لتلصل بذلك إلى أكثر من 100 دولة ومنطقة حول العالم. في عام 2018، بلغ حجم نقل البضائع في ميناء شنجن 251 مليون طن.

## التاريخ
- في الثمانينيات من القرن الماضي، ومن أجل تلبية احتياجات بناء البنية التحتية للمدينة التي تطورت على نطاق واسع، وتحقيقاً للنمو الاقتصادي في منطقة شنجن الاقتصادية الخاصة، تم تطوير ميناء شنجن ببناء أرصفة احترافية للبضائع التموينية والمراسي الطرفية للأغراض العامة.
- في أوائل التسعينيات، حددت لجنة حزب بلدية شنجن وحكومة البلدية إستراتيجية تطوير «الطيران بمنفذين»، كما احتل ميناء شنتشن المرتبة الثالثة بين أكبر ميناء للحاويات في العالم لمدة 5 سنوات متتالية.[3]
- في 2 يونيو 2000، تم الانتهاء من المرحلة الثانية من مشروع بناء محطة الحاويات في منطقة ميناء Yantian في الميناء.
- عام 2003، طوّر ميناء شنجن امكانية النقل بالسكك الحديدية المشتركة.
- في عام 2005، بدأ بناء المرحلة الثالثة من توسعة ميناء Yantian وتدشين مشروع Dachan Bay في مرحلته الأولى.
- تطوير نظام صديق للبيئة يعرف بـ (اختصار: RTG) تجربة وبناء مشروع «استبدال النفط بالكهرباء» عام 2006.[4]

## المرافق والتجهيزات
يحتوي ميناء شينزين على بتجهيزات تقدر بـ 136 رصيفًا بأنواع مختلفة، بقدرة استعابية تزيد عن 500 طن، بما في ذلك 47 رصيفًا للسفن التي تزيد عن 10000 طن؛ بالإضافة إلى 86 رصيف تشغيل، بما في ذلك 39 رصيف تشغيل للسفن التي يزيد وزنها عن 10000 طن، و 14 رصيفًا مخصصًا للحاويات، و 9 أرصفة للبضائع، تشمل 3 أرصفة بقدرة استيعابية تقدّر بـ 10000 طن، و 18 رصيفًا لعبارات الركاب، و 23 مرسى احتياطي غير منتج.

## وصلات خارجية
الموقع الرسمي لميناء شنتشن